# Fahrkunst

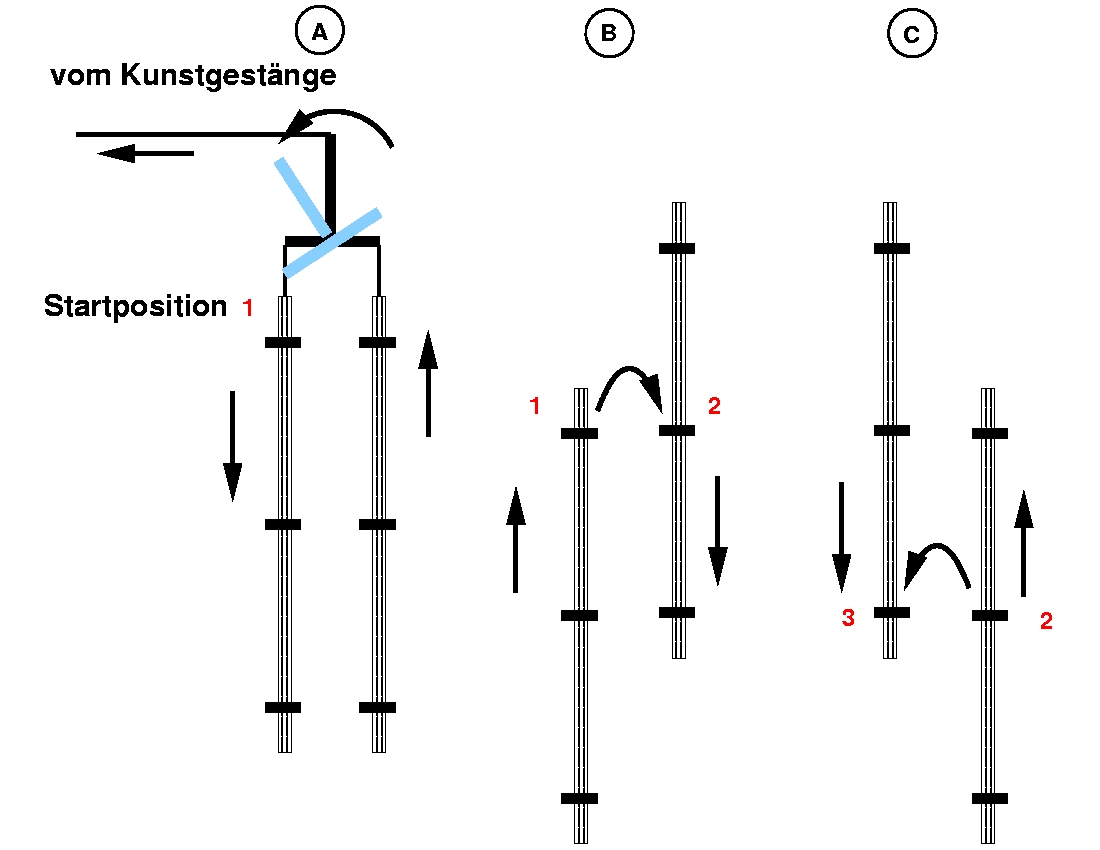
Prinzipskizze der Fahrkunst

Funktionsweise der Fahrkunst

Die Fahrkunst diente lange Zeit zur senkrechten Personenbeförderung (Fahrung) in Bergwerksschächten. Sie ist ein Bestandteil der vielfältigen Bergmännischen Kunst.
Dabei war an einem, meistens von Wasserkraft angetriebenen, drehenden Rad exzentrisch eine Stange befestigt, die die Drehbewegung in eine schwingende Längsbewegung übersetzte: das Kunstgestänge. Diese Stange betätigte das Kunstkreuz (eine Art Wippe), an dessen Schenkelenden zwei lange Stangen bzw. leiterähnliche Vorrichtungen befestigt waren, die in den Schacht hinabführten. Wenn sich das Rad drehte, hob sich die eine Stange im Schacht, während sich die andere senkte. Nach einer halben Umdrehung des Rades kehrte sich die Bewegung der Stangen um; nun senkte sich die erste und die zweite hob sich. Durch Umsteigen zwischen den beiden Stangen nach jeweils einer halben Raddrehung konnte der Bergmann also entweder in den Schacht ein- oder aus ihm ausfahren. Es existierte auch die Bauweise mit zwei Drahtseilpaaren.

## Geschichte

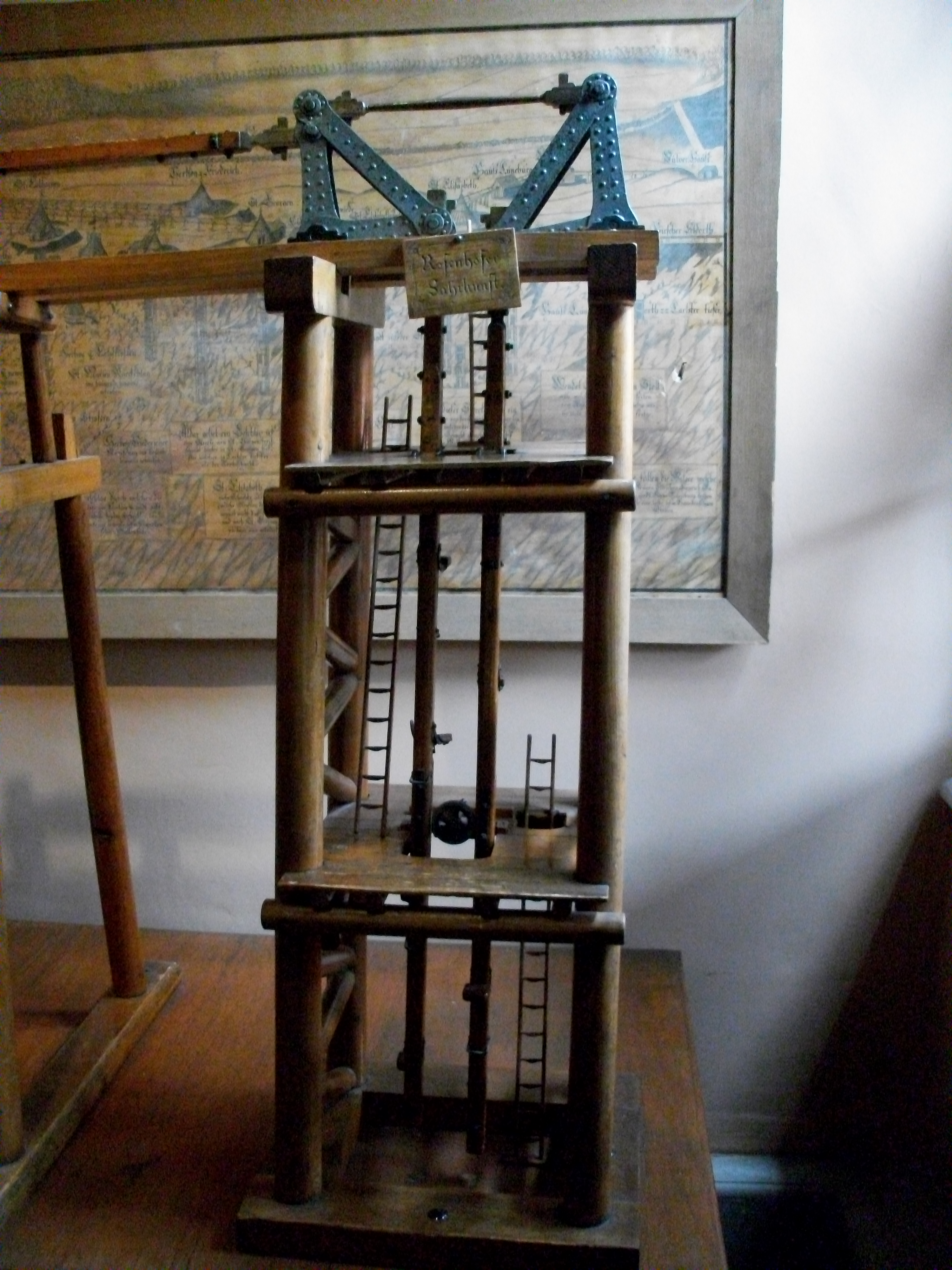
Oberharzer Bergwerksmuseum, Modell Kunstrad mit Feldgestänge, Kunstkreuz und Fahrkunst

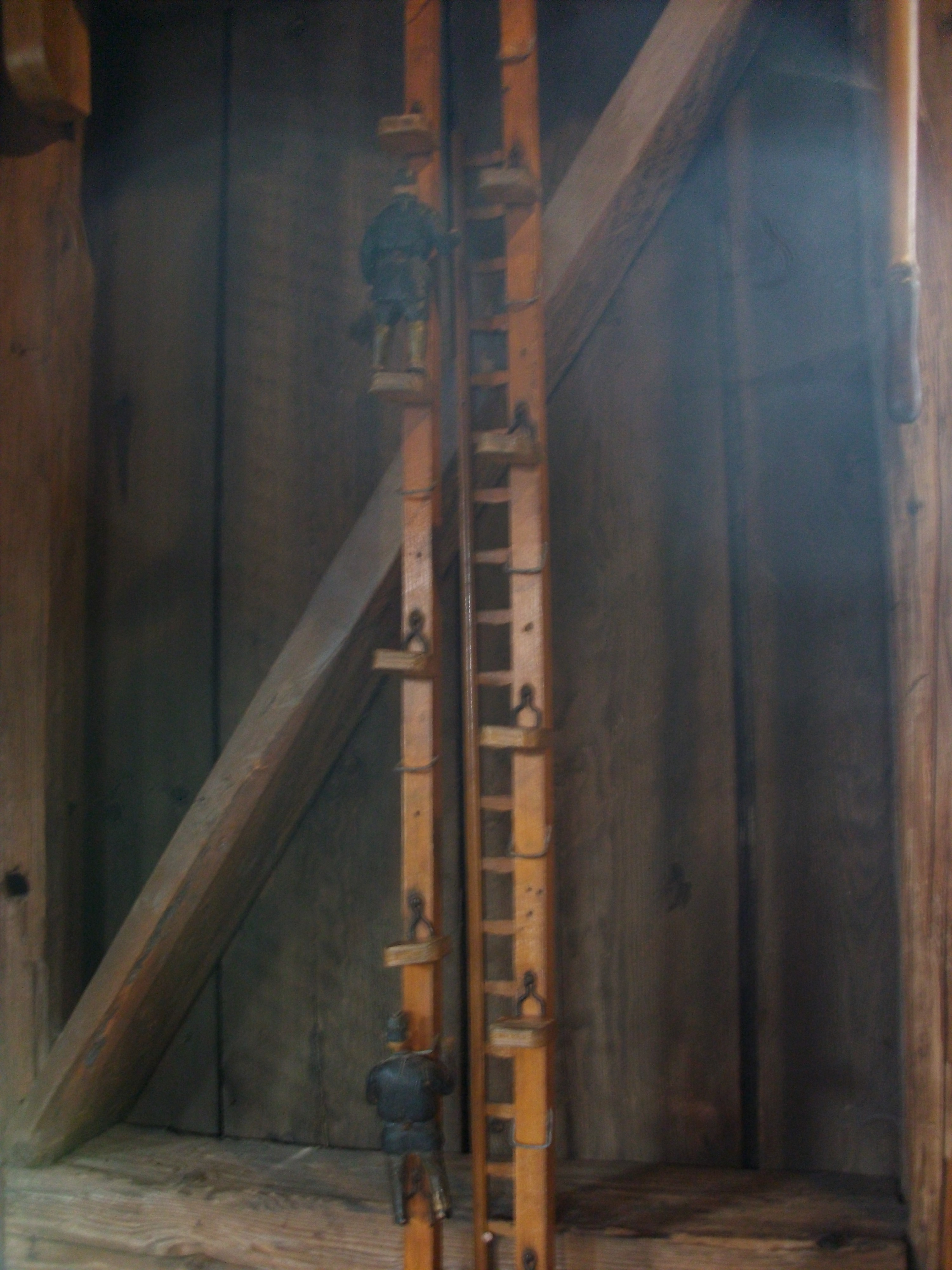
Oberharzer Bergwerksmuseum, Modell einer Fahrkunst

### Ausgangssituation
Die Bergwerke des Oberharzer Bergbaus hatten um 1800 Teufen von 500 bis 600 Metern erreicht. Es handelte sich seinerzeit um die tiefsten Bergwerke der Welt. Für die Bergleute war jedoch das Ein- und Ausfahren auf den Fahrten eine Zumutung: Bei diesen Bedingungen benötigte ein Bergmann eine Stunde für das Einfahren und zwei Stunden für das Ausfahren. Letzteres war dabei auch noch eine außerordentliche körperliche Anstrengung. Bezahlt wurde nur die Zeit vor Ort. Es gab Überlegungen, teilweise wohl auch Bittstellungen, den Bergleuten die Übernachtung unter Tage zu gestatten, um ihnen das häufige und belastende Ein- und Ausfahren zu ersparen. Dies wurde aber offensichtlich nur im Ausnahmefall praktiziert.
Die Seilfahrt war für die Bergleute seinerzeit keine Alternative: Einerseits gab es noch keine zuverlässigen Seile, die eine sichere Personenförderung zugelassen hätten. Andererseits hätten die damaligen Fördervorrichtungen nicht die Kapazitäten gehabt, eine Vielzahl von Bergleuten bei Schichtbeginn und -ende zu fördern. Nur verletzte oder tote Bergleute wurden mit der Fördertonne bzw. Versehrtentonne zu Tage gebracht.

### Erfindung
Zum Antrieb der Kolbenpumpen für das Sümpfen der Bergwerke befanden sich in den Schächten bereits Holzgestänge, die sich permanent im Wechsel auf- und abbewegten. Dem Vernehmen nach soll Oberbergmeister Georg Ludwig Dörell in Clausthal beobachtet haben, dass sich der Kunstknecht Lichtenberg zur eigenen Arbeitserleichterung Nägel in die Pumpengestänge geschlagen hatte, um auf diesen durch geschicktes Umsteigen von einer Arbeitsebene auf die nächste zu gelangen. Diese Idee setzte Dörell, der als Erfinder der Fahrkunst gilt, im Jahre 1833 weiter um, indem er die Gestänge mit stabilen Trittbrettern und Handgriffen ausstattete. Sehr schnell verbreitete sich diese Erfindung nicht nur in den deutschen Ländern, sondern auch im internationalen Bergbau (unter anderem auch in Norwegen und England).

## Bedeutung

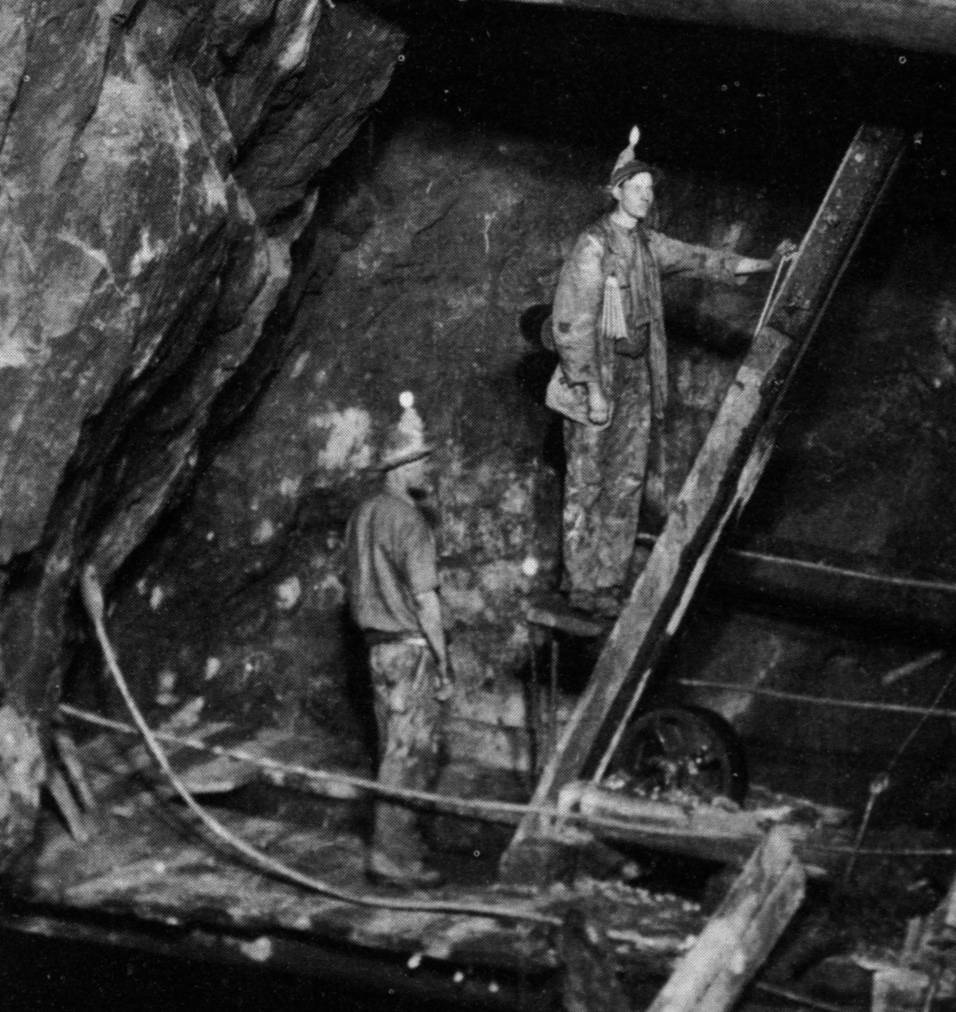
Fahrkunst in Dolcoath/England Ende des 19. Jahrhunderts

Angesichts des vorher äußerst anstrengenden und langwierigen Ein- und Ausfahrens bedeutete die Fahrkunst Mitte des 19. Jahrhunderts eine ganz erhebliche Erleichterung: Man konnte mit ihr ohne große körperliche Anstrengung innerhalb von fünf Minuten etwa 100 Höhenmeter bewältigen. Damit wurden Kräfte frei, um weiter in noch größere Tiefen zum Erzabbau vorzudringen. Die längsten Fahrkünste erreichten Tiefen von etwa 800 Metern.
Bis zum Ende des 19. Jahrhunderts blieb die Fahrkunst die wesentliche Einrichtung zur vertikalen Personenförderung in den Bergwerken. Erst mit der Entwicklung des Drahtseiles konnten moderne Bergwerke des späten 19. Jahrhunderts eine Personenförderung per Seilfahrt einrichten. Im Kaiser-Wilhelm-Schacht in Clausthal wurde zwar 1880 bereits eine Seilförderung eingerichtet, für die Personenförderung gab es aber immer noch eine Fahrkunst mit 8,0 Metern Bühnenabstand. Offensichtlich war das Misstrauen der Bergleute gegenüber den Seilen noch lange groß. Erst 1920 wurde diese Fahrkunst abgebaut und durch Seilfahrt ersetzt.
Anmerkung:
1. ↑  Unter Bühnenabstand ist hier der vertikale Abstand der Trittbretter zueinander zu verstehen. Die Hubhöhe beträgt die Hälfte des Bühnenabstandes.

## Besonderheiten
Ein Nachteil der Fahrkunst war, dass Begegnungen von ein- mit ausfahrenden Bergleuten nicht möglich waren. Dies musste in irgendeiner Form organisiert werden. Vermutlich verständigte man sich und wartete aufeinander an bestimmten Zwischenebenen (Sohlen). Dagegen konnten Einzelpersonen während der Schicht sehr unproblematisch zwischen verschiedenen Ebenen (Sohlen) hin- und herwechseln, was bei der modernen Seilfahrt immer die Anforderung und das Warten auf den Förderkorb erfordert. Die seigere Fahrkunst des Kaiser-Wilhelm-Schachtes war auf der Vorder- und Rückseite mit Trittbrettern versehen, so dass die Bergleute gleichzeitig ein- und ausfahren konnten. Als Antrieb dienten neben Wasserrädern bald auch Wassersäulenmaschinen, Dampfmaschinen und später auch Elektromotoren.

## Unfälle
Die Fahrung mit der Fahrkunst war nicht unfallträchtiger als die Benutzung von Fahrten, im Gegenteil. Eine in belgischen und englischen Bergwerken durchgeführte Studie ergab, dass bei 23.000.000 Fahrungen nur ein tödlicher Unfall geschah.
In der Grube Samson in St. Andreasberg gab es seit Einrichtung der Fahrkunst im Jahre 1837 bis heute sieben tödliche Unfälle. In der Grube Rosenhof brach im Jahre 1878 die Fahrkunst, 11 Bergleute starben.
Das schwerste Unglück im Freiberger Bergbau ereignete sich 1880 auf dem Abrahamschacht der Himmelfahrt Fundgrube, als das Gestänge der Fahrkunst beim Einfahren der Nachtschicht brach und alle 13 auf ihm befindlichen Bergleute mit in die Tiefe riss. Es gab nur zwei Überlebende, die beide schwerbeschädigt blieben. Bei der anschließenden Untersuchung stellte sich heraus, dass der schlechte Zustand der Fahrkunst den Bruch verursacht hatte. Die Ursache dafür waren unterlassene Wartungs- und Reparaturarbeiten sowie die vorschriftswidrige Benutzung der Kunst oberhalb des Turmhof-Hilfsstollns. In der Folge wurden der Bergwerksdirektor Wengler und der Kunststeiger Schmidt zu Gefängnisstrafen verurteilt.
Im englischen Kupferbergwerk Levant kam es am Nachmittag des 20. Oktober 1919 zu einem schweren Unglück. Über 100 Bergleute fuhren gerade auf der Fahrkunst aus, als eine Metallklammer an der Spitze des Gestänges brach und das Gestänge mit den darauf befindlichen Bergleuten abstürzte. 31 Bergleute kamen ums Leben. Die Fahrkunst wurde daraufhin nicht wieder instand gesetzt.

## Fahrkünste in der Gegenwart
Die letzte noch funktionierende Stahlseilfahrkunst aus dem Jahr 1837 kann in der Grube Samson in Sankt Andreasberg besichtigt werden. Sie hat einen Bühnenabstand von 3,20 Metern, geht jetzt noch bis in 190 Meter Teufe und dient dem Betreiber der Wasserkraftwerke Samsonschacht, der Harz Energie, bis heute als Zugang zu den Turbinen. Eine zweite Fahrkunst mit Holzgestänge ist im Silberbergwerk Kongsberg (Norwegen) erhalten, sie ist 25 m lang und wird nur noch im Museumsbetrieb vorgeführt. Im Oberharzer Bergwerksmuseum gibt es noch Originalteile einer Fahrkunst des Bockswieser Bergbaues, die aber nicht mehr funktionsfähig sind.

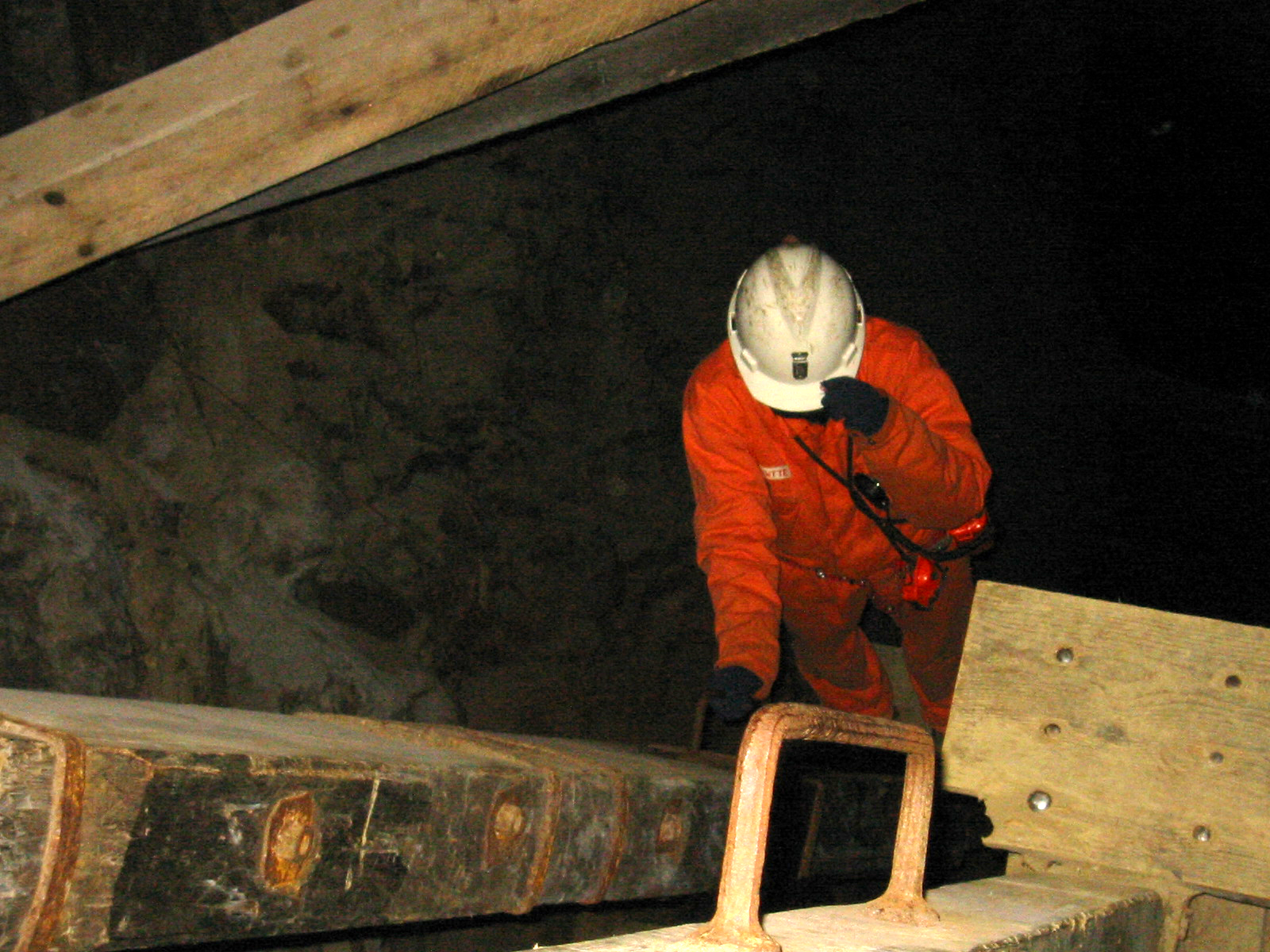
Die Fahrkunst mit Holzgestänge im Norwegischen Bergwerksmuseum von Kongsberg.
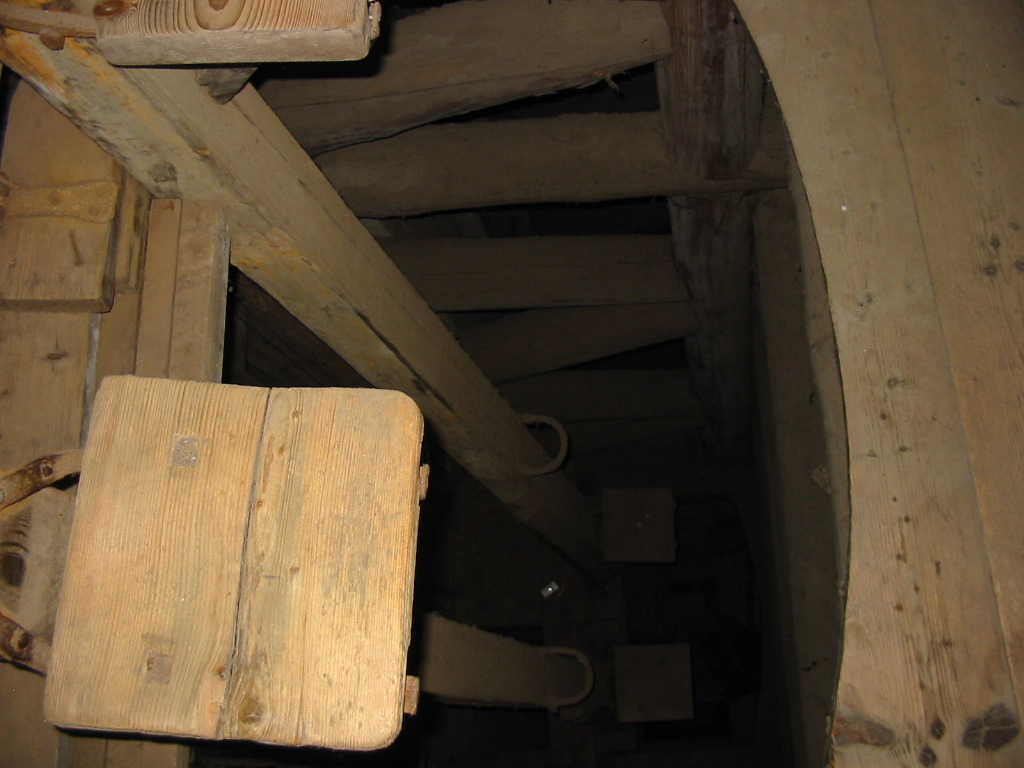
Fahrkunst aus dem 19. Jahrhundert im Oberharzer Bergwerksmuseum (Blick senkrecht nach unten)
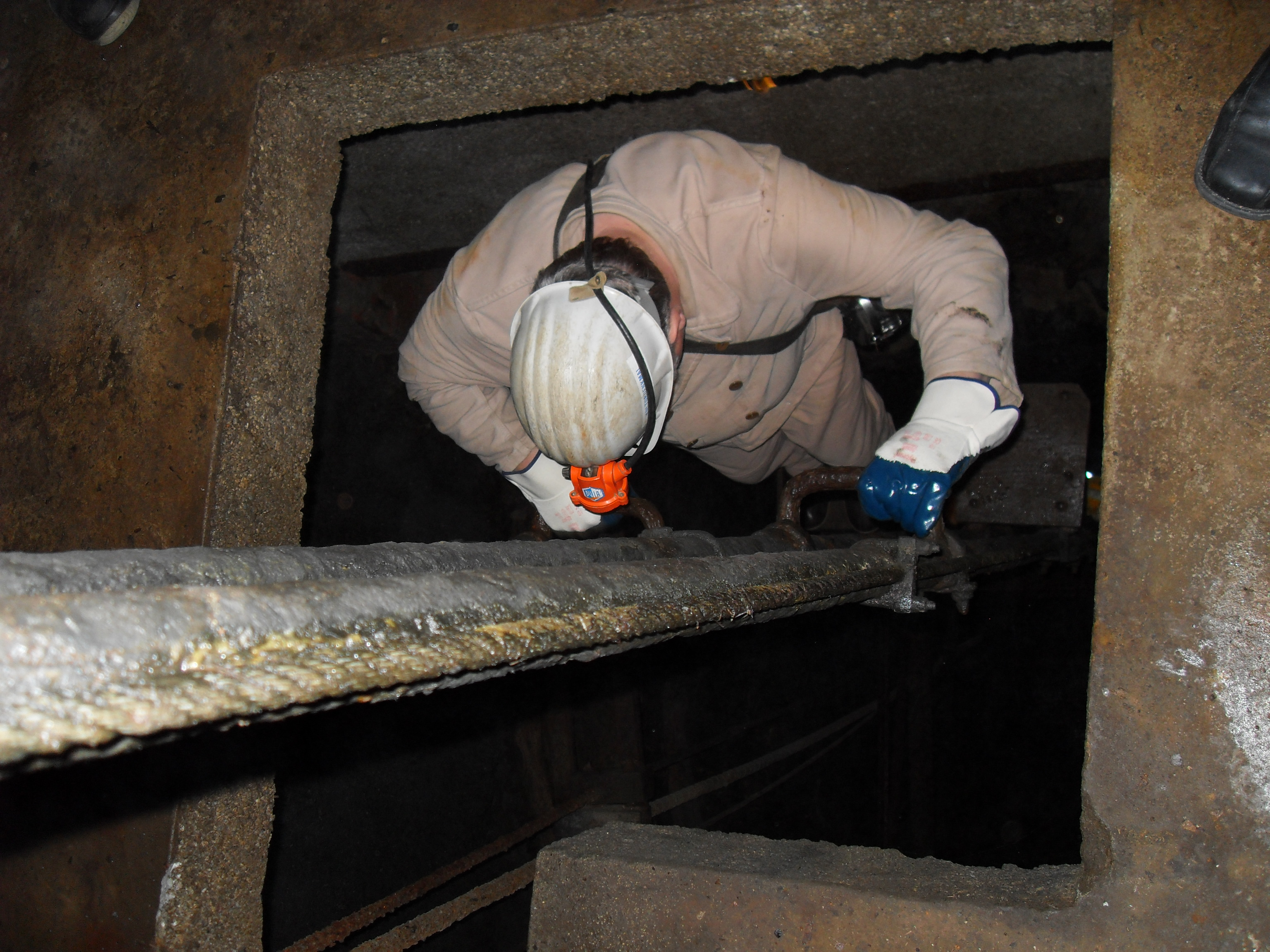
Bergmann beim Einfahren auf der Stahlseilfahrkunst der Grube Samson
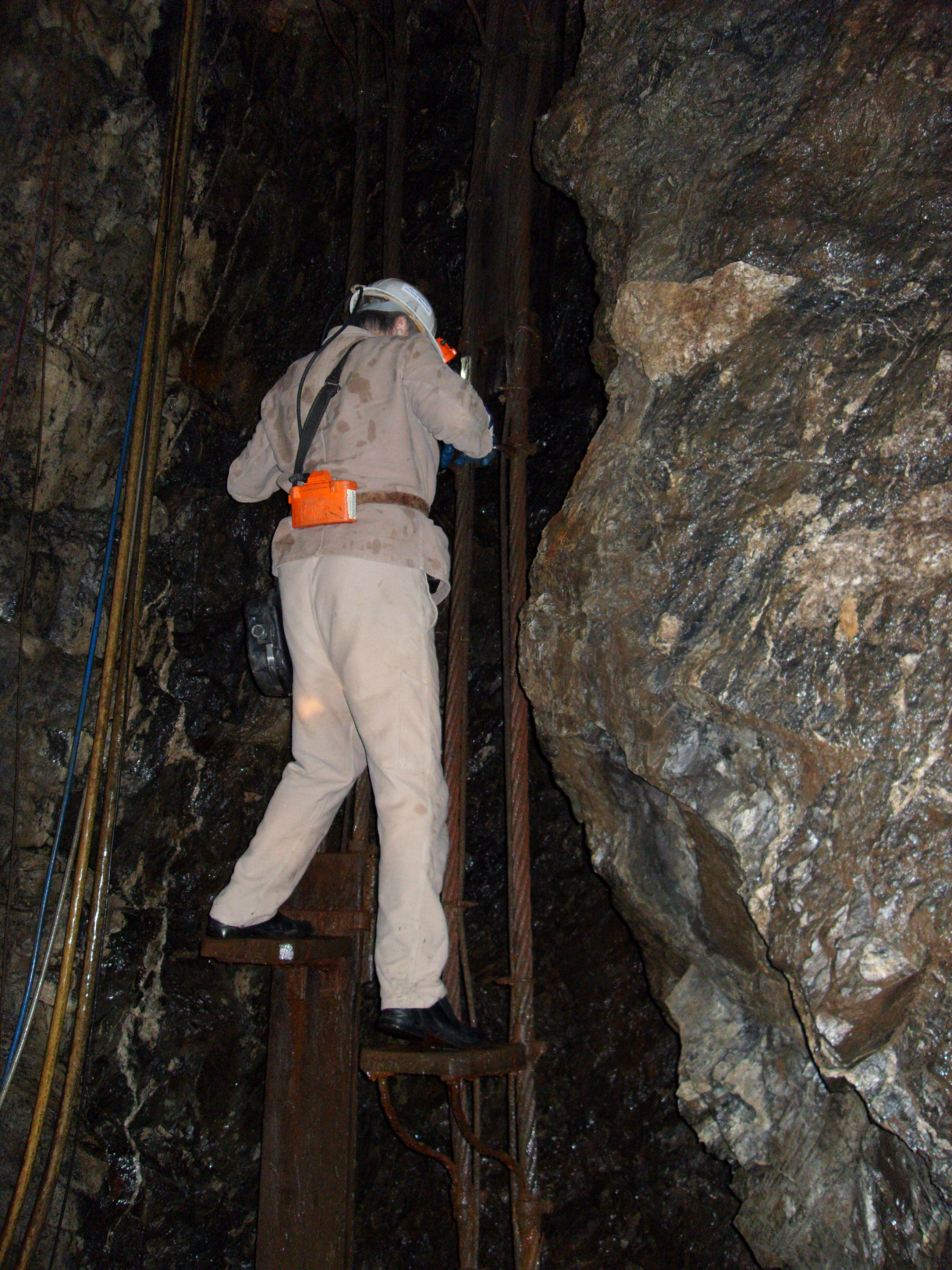
Bergmann beim Ausfahren auf der Stahlseilfahrkunst der Grube Samson.